# Haisujärvi (Korpilombolo socken, Norrbotten, 742102-182661)
Haisujärvi är en sjö i Pajala kommun i Norrbotten och ingår i Torneälvens huvudavrinningsområde. Haisujärvi ligger i Torne och Kalix älvsystem Natura 2000-område.